# 2015 FJ345
2015 FJ345 là một thiên thể ngoài Hải Vương tinh, nằm ở đĩa phân tán, phần rìa ngoài Hệ Mặt Trời. Với củng điểm gần 51 AU, nó thuộc về một nhóm nhỏ và khó hiểu của những vật thể xa với độ lệch tâm vừa phải. Thiên thể này không phải là một ứng cử viên hành tinh lùn vì nó có đường kính chỉ khoảng 120 km.
Nó được khám phá bởi đội của Scott Sheppard, tại đài quan sát Mauna Kea, Hawaii vào ngày 17 tháng 3 năm 2015.